# سیارک ۱۱۰۲۱
سیارک ۱۱۰۲۱ (به انگلیسی: 11021 Fodera، نامگذاری:1986AT2) یازده هزار و بیست و یکمین سیارک کشف شده‌است که در ۱۲ ژانویه ۱۹۸۶ کشف شد.
قدر مطلق سیارک برابر ۴۶.۷ است.